# La Nuit de la revanche
Pour plus de détails, voir Fiche technique et Distribution.
La Nuit de la revanche est un film français réalisé par Henri Étiévant, sorti en 1926.

## Fiche technique
- Titre français : La Nuit de la revanche
- Réalisation : Henri Étiévant
- Scénario : Julien Duvivier
- Pays de production :  France
- Format : Noir et blanc - 1,33:1 - Mono
- Date de sortie : 1926

## Distribution
- Charles Vanel
- Léon Mathot
- Simone Vaudry
- Rachel Devirys
- Maurice Schutz
- Sylvio de Pedrelli